# Макавчик Віталій Олександрович
Віталій Олександрович Макавчик (нар. 20 вересня 1981) — білоруський футболіст, воротар.

## Життєпис
Вихованець мінського СДЮШОР-5, перший тренер Віталій Шепетовський. Спочатку грав у нападі, але згодом тренер перевів його на позицію воротаря. Дорослу футбольну кар'єру розпочав у друголіговій мінській «Академії-Славія», в якій провів 30 матчів (26 пропущених м'ячів). У 2001 році перейшов до столичного «Локомотива», з яким пройшов шлях від Другої ліги до еліти білоруського футболу.
В лютому 2004 року відправився на навчально-тренувальний збір запорізького «Металурга» в Туреччині, з яким зрештою й підписав контракт. Проте за першу команду не зіграв жодного офіційного поєдинку. Натомість виступав за другу команду запорожців у Другій лізі, за яку дебютував 25 квітня 2004 року в переможному (2:1) домашньому поєдинку 21-го туру групи В проти київського «Арсенала-2». Віталій вийшов на поле в стартовому складі, а на 83-й хвилині його замінив Володимир Жук. Нарикінці квітня 2004 року зіграв 2 матчі за другу команду «Металургів». Після цього повернувся до Мінська, де протягом 2004—2006 років захищав кольори місцевого «Локомотива»
У 2006 році перейшов до солігорського «Шахтаря». У солігорському команді провів чотири сезони, але гравцем основної групи був лише один рік, у сезоні 2008 року. Попередній сезон провів у дублюючому складі «гірників». За підсумками червня-липня 2009 року був удостоєний звання найкращого воротаря Вищої ліги за версією видання Прессбол, на той час Віталій зіграв 360 «сухих хвилин» (за підрахунками видання Прессбол) Свою «суху серію» продовжив й у серпні місяці (4 з 6-ти матчів «на нуль» Сергій відстояв саме в серпні), за що був удостоєнний звання найкращий воротар місяця. В матчі 14-го туру Вищої ліги білоруського чемпіонату 2009 відзначився гольовим пасом. Макавчик вибивав м'яч в поле, але вийшов точний пас на нападника солігорських гірників Миколу Риндюка, який зхза меж штрафного майданчика «з льоту» пробив по воротам «Нафтана», які захищав Едуардас Курскіс. Разом з «Шахтарем» виступав у Кубку Інтертото, де солігорці спочатку здолали «Краковію», але потім поступилися австрійському «Штурму». У 2010 році керівництво клубу вирішило відмовитися від послуг Віталія Макачика, сторони розірвали контракт за згодою сторін і гравець як вільний агент залишив розташування солігорців. У футболці «гірників» у білоруських чемпіонатах зіграв 41 матч (пропустив 43 м'ячі), ще 6 поєдинки (3 пропущені м'ячі) провів у національному кубку. У 2010 році підписав контракт з гомельським ДБК, який виступав у Першій лізі білоруського чемпіонату. В команді провів один сезон, у чемпіонаті зіграв 12 матчів (9 пропущених м'ячів), а в кубку Білорусі — 2, в яких пропустив 3 м'ячі. По завершенні сезону 2010 року залишив голмельський колектив та повернувся в СКВІЧ (саме під цією назвою в той час виступав столичний «Локомотив»).
У 2013 році СКВІЧ було розформовано, гравцям та всім працівникам клубу було надано статус вільних агентів. Самостійно власним працевлаштуванням змушений був займатися й Віталій Макавчик. Спочатку досвідчений футболіст планував завершити професіональну кар'єру та за можливості виступати на аматорському рівні. Але після цього отримав серйозну травму: розрив сухожиль на двох пальцях, після два місяці носив гіпс, ще чотири було потрібно на відновлення. Після одужання прийняв запрошення від Олега Протченка потренуватися з «Крумкачами», зрештою Віталій домовився з Петром Шутно про контракт і виріщив відновити кар'єру. На перших порах суміщав футбол з роботою в типографії. Разом з командою вийшов з Другої ліги в Першу. Сезон 2015 року розпочав як основний воротар команди. У першому турі чемпіонату пропустив три м'ячі від «Городеї». Після двох поспіль поразок від «Сморгоні» (1:4) та «Смолевичів» (0:3) після чого першим воротарем став Євген Костюкевич. Віталій подовжив боротьбу за місце в основі, взяв відгули на роботі. Шанс проявити себе тренерський штаб «Крумкачів» надав Макавчику в кубковому поєдинку проти «Слуцька». Проте вже в першому таймі команда пропустила два м'ячі. Два наступних поєдинки Віталій просидів на лаві для запасних. Після цього вийшов на поле в стартовому складі у виїзному поєдинку чемпіонату прот «Городеї», де в першом ж таймі пропустив 5 м'ячів. Під час перерви був замінений, з ього часу й до завершення сезону за «Крумкачів» не зіграв жодного офіційного поєдинку. А по закінченні сезону вирішив завершити кар'єру гравця. Загалом у складі «воронів» зіграв 27 матчів у чемпіонатах Білорусі (32 пропущені м'ячі), ще 1 матч (2 пропущені м'ячі) провів у кубку Білорусі.